# Ejnar Forchhammer
Ejnar Forchhammer, född 19 juni 1868, död 15 augusti 1928, var en dansk operasångare. Han var sonson till Johan Georg Forchhammer, bror till Georg, Viggo och Henni Forchhammer.
Forchhammer var sångelev till Sextus Miskow, Arno Liebau, Laurits Christian Tørsleff och Giovanni Sbriglia. Han debuterade som Lohengrin i Lübeck och var 1896-1902 hjältetenor vid operan i Dresden, 1902-1912 Frankfurtoperans ledande kraft, och verkade 1912-1915 vid operan i Wiesbaden. Forchhammer gästspelade på alla Tysklands större scener, dessutom i London (Covent Garden), Madrid, Amsterdam och Köpenhamn. Hans repertoar omfattade de stora hjältepartierna, särskilt de wagnerska. Under första världskriget återvände han till Köpenhamn, och verkade där som musikanmälare och pedagog, en kort tid även som instruktör vid operan. Forchhammer utgav Om Richard Wagner og hans Tannhæuser (1910).